# بو کدره
بو کدره (به عربی: بو کدره) یک منطقهٔ مسکونی در امارات متحده عربی است که در شیخ‌نشین دبی واقع شده‌است.